# Margaret Sanger

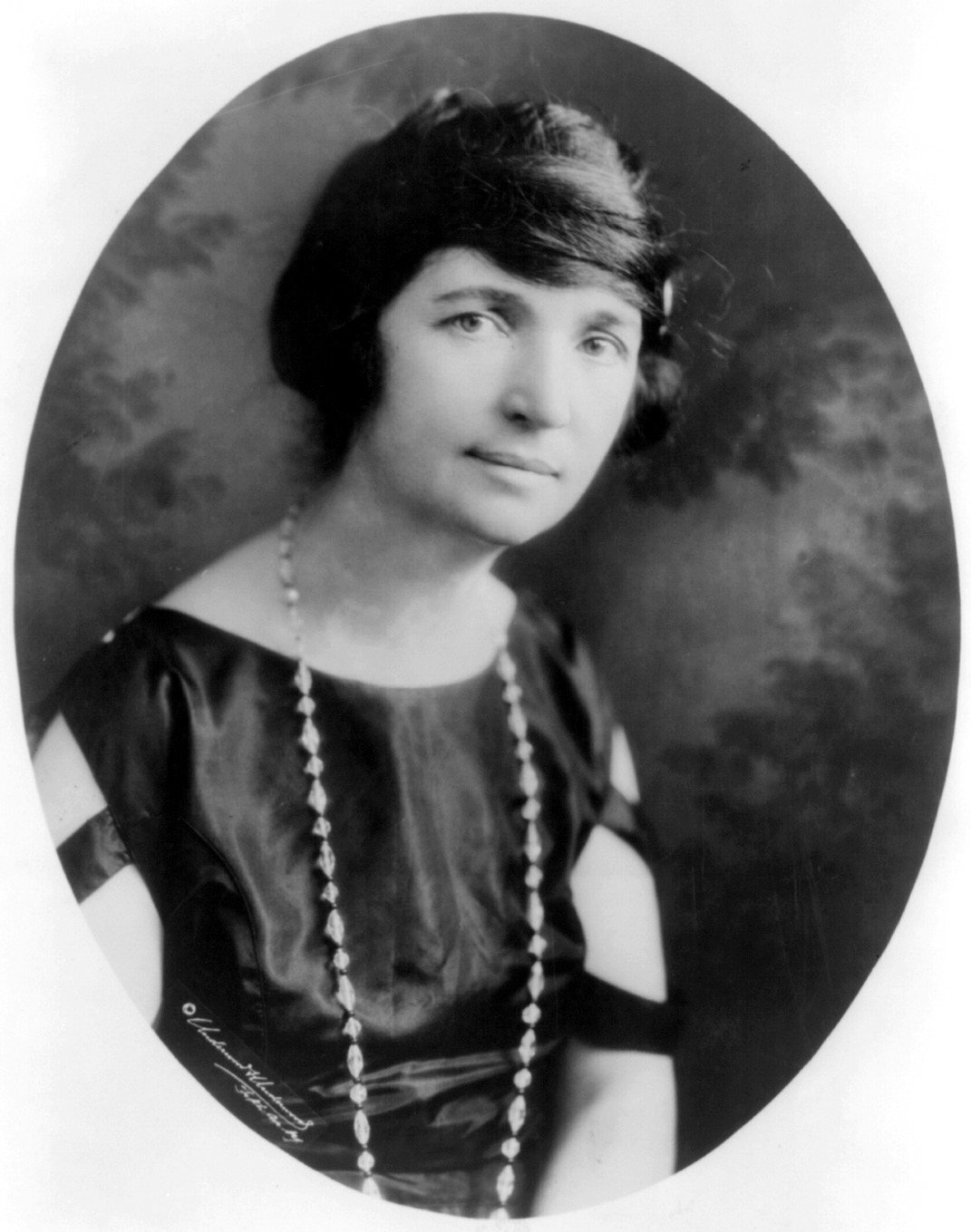
Margaret Sanger

Margaret Sanger Slee, geboren als Margaret Louise Higgins (Corning, New York, 14 september 1879 – Tucson, 6 september 1966), was een Amerikaanse verpleegster en feministe. Sanger voerde campagne voor geboortebeperking, gezinsplanning, eugenetica en sociale hervorming, en schreef diverse boeken, waarvan What Every Girl Should Know uit 1920 het bekendste is. Zij riskeerde celstraf door de voordelen van geboortebeperking te verkondigen, omdat dat in die tijd in de Verenigde Staten door de Comstock Act van 1873 als obsceniteit verboden was. Sanger was oprichtster van de American Birth Control League, de voorloper van Planned Parenthood, en gaf lezingen door heel Amerika, maar ook in Europa en Japan. Zij zette Gregory Pincus aan tot het ontwikkelen van een anticonceptiepil. Omwille van haar uitgesproken opvattingen en omdat ze eugenetische praktijken aanprees, blijft ze een controversieel figuur.

## Levensloop
Ze werd geboren als zesde van elf kinderen en huwde tweemaal: met Williams Sanger in 1900 en, na een echtscheiding, in 1922 met J. Noah H. Slee. Na een kort carrière als lerares, werkte ze als verpleegster in de Lower East Side van New York. In 1914 startte ze de publicatie van een tijdschrift The Woman Rebel, dat later omgedoopt werd tot Birth Control Review, en schreef het pamflet Family Limitation. Ze werd in beschuldiging gesteld voor het verspreiden van documenten die anticonceptie propageerden maar de zaak werd geseponeerd in 1916. In datzelfde jaar opende ze in Brooklyn de eerste Amerikaanse anticonceptiekliniek.
In 1921 richtte ze de American Birth Control League op en was er de voorzitster van tot 1928. In september 1930 ontving ze Eugen Fischer, die de rassentheorie van Hitler en het nationaalsocialisme ontwikkelde. Bij de oprichting in 1953 van de International Planned Parenthood Federation werd ze er de eerste voorzitster van. Later legde ze zich toe op het aanprijzen van anticonceptie in Aziatische landen, voornamelijk in India en Japan. Ze overleed in 1966 en ligt begraven in Fishkill Rural Cemetery in Fishkill.

## Opvattingen
Margaret Sanger propageerde onder meer de eis dat de vrouw kan beschikken over haar eigen lichaam en seksualiteit, haar campagnes voor seksuele voorlichting, haar wens om de voortplanting te ontmoedigen van degenen die genetisch ongeschikt geacht worden en haar opvatting dat de samenleving hier moest kunnen ingrijpen in de seksuele keuzes van individuen. Ten slotte waren er nog standpunten die in haar tijd niet ongebruikelijk waren, maar tegenwoordig als racistisch beschouwd worden, zoals haar opvatting dat de Aborigines een inferieur ras waren. Ook haar opvattingen dat de levensomstandigheden van de zwarte bevolking verbeterd kon worden door hun aantal te beperken viel niet in goede aarde bij de afro-amerikanen en vele zwarte militanten beschouwden, vooral in de jaren 1970, geboorteperking als een poging tot een vorm van genocide.
Het valt op dat Sanger een daad gewoonlijk op zijn gevolgen beoordeelde, en niet op een inherent goed of kwaad, zoals blijkt in haar standpunt over masturberen. Aangezien ze zich met die levensfilosofie buiten de Amerikaanse hoofdstroom van die tijd plaatste, kwam ze regelmatig in conflict met de maatschappij en met justitie.

### Opvattingen over lichamelijke zelfbeschikking
Lichamelijke zelfbeschikking hield voor Sanger onder andere in: een recht op seksuele voorlichting, zodat de vrouw gefundeerde keuzes kon maken. Ook was zij voorstander van abortus, sterilisatie en andere vormen van geboortebeperking.
Masturberen was voor haar een teken van geesteszwakte, maar afwijkend van gangbare opvattingen in haar tijd, vond zij de handeling niet als zodanig afkeurenswaardig, maar slechts vanwege de veronderstelde gevolgen.
Die hielden in: onvermogen om geslachtsgemeenschap te hebben of daar plezier aan te beleven, maar ook wat zij noemde "geestelijke masturbatie", een gefixeerd raken op erotica.